# 1987 w filmie
Wydarzenia filmowe w 1987 roku.

## Wydarzenia
- 16 marca – po raz pierwszy przyznano hiszpańską nagrodę filmową Goya.
- 25 grudnia – 60 osób zginęło podczas pogrzebu gwiazdora kina indyjskiego, M.G. Ramachandrana, w którym wzięło udział 3 miliony jego wielbicieli.

## Urodzili się
- 16 lipca – AnnaLynne McCord, amerykańska aktorka
- 28 września – Hilary Duff, amerykańska aktorka i piosenkarka
- 6 grudnia – Alex Mecum, amerykański aktor pornograficzny i model

## Zmarli
- 7 lutego – Czesław Wołłejko, polski aktor (ur. 1916)
- 22 lutego – Andy Warhol, amerykański artysta i reżyser (ur. 1928)
- 14 maja – Rita Hayworth, amerykańska aktorka (ur. 1918)
- 14 czerwca – Stanisław Bareja, polski reżyser i aktor (ur. 1929)
- 17 lipca – Jerzy Dobrowolski, polski aktor (ur. 1930)
- 14 października – Elżbieta Barszczewska, polska aktorka (ur. 1913)
- 1 sierpnia – Pola Negri, polska aktorka, która zrobiła karierę w Hollywood (ur. 1897)
- 29 sierpnia – Henryk Bąk, polski aktor (ur. 1923)
- 29 sierpnia – Lee Marvin, amerykański aktor (ur. 1924)
- 23 września – Bob Fosse, amerykański reżyser i aktor (ur. 1927)
- 25 września – Mary Astor, amerykańska aktorka (ur. 1906)
- 29 grudnia – Jan Rybkowski, polski reżyser (ur. 1912)

## Premiery

### polskie
| Data            | Tytuł filmu                        | Kraj   | Reżyseria                           | Obsada |
| --------------- | ---------------------------------- | ------ | ----------------------------------- | --- |
| 5 stycznia      | Nad Niemnem                        | Polska | Zbigniew Kuźmiński                  | Iwona Katarzyna Pawlak, Adam Marjański, Marta Lipińska, Janusz Zakrzeński Bożena Rogalska, Michał Pawlicki, Zbigniew Bogdański, Jacek Chmielnik |
| 12 stycznia     | Sceny dziecięce z życia prowincji  | Polska | Tomasz Zygadło                      | Dariusz Siatkowski, Ewa Wiśniewska, Beata Paluch, Henryk Bista, Bronisław Pawlik                                                                |
| 2 lutego        | Pierścień i róża                   | Polska | Jerzy Gruza                         | Katarzyna Figura, Stefan Każuro, Katarzyna Cygan, Zbigniew Zamachowski                                                                          |
| 6 lutego        | Przyjaciel wesołego diabła         | Polska | Jerzy Łukaszewicz                   | Waldemar Kalisz, Piotr Dziamarski, Franciszek Pieczka, Zbigniew Grabski                                                                         |
| 16 lutego       | Czas nadziei                       | Polska | Roman Wionczek                      | Jerzy Aleksander Braszka, Halina Kossobudzka, Magdalena Celówna, Edward Sosna                                                                   |
| 23 lutego       | Bohater roku                       | Polska | Feliks Falk                         | Jerzy Stuhr, Mieczysław Franaszek, Katarzyna Kozak, Piotr Machalica, Marian Opania                                                              |
| 2 marca         | Złota mahmudia                     | /      | Kazimierz Tarnas                    | Zdzisław Kozień, Leon Niemczyk, Rafał Węgrzyniak, Norbert Kliszczewski                                                                          |
| 9 marca         | Zygfryd                            | Polska | Andrzej Domalik                     | Gustaw Holoubek, Tomasz Hudziec, Maria Pakulnis, Jan Nowicki, Adam Ferency                                                                      |
| 16 marca        | ESD                                | Polska | Anna Sokołowska                     | Elżbieta Helman, Alicja Wojtkowiak, Justyna Zaremba, Dorota Woronowicz                                                                          |
| 20 marca        | Rykowisko                          | Polska | Grzegorz Skurski                    | Roman Wilhelmi, Sławomira Łozińska, Franciszek Pieczka, Zbigniew Buczkowski                                                                     |
| 3 kwietnia      | Komedianci z wczorajszej ulicy     | Polska | Janusz Kidawa                       | Jerzy Cnota, Joanna Bartel, Danuta Owczarek, Andrzej Chłapek, Henryk Stanek, Andrzej Skupiński                                                  |
| 4 maja          | Komediantka                        | Polska | Jerzy Sztwiertnia                   | Małgorzata Pieczyńska, Beata Tyszkiewicz, Marzena Trybała, Krzysztof Kowalewski                                                                 |
| 1 czerwca       | Pan Samochodzik i niesamowity dwór | Polska | Janusz Kidawa                       | Piotr Krukowski, Ludwik Benoit, Sławomira Łozińska, Wiesław Wójcik, Włodzimierz Adamski                                                         |
| 13 lipca        | Biały smok                         | /      | Jerzy Domaradzki Janusz Morgenstern | Christopher Lloyd, Dee Wallace Stone, Soon-Tek Oh, Christopher Stone, Luke Askew                                                                |
| 17 sierpnia     | Mewy (fragmenty życiorysu)         | Polska | Jerzy Passendorfer                  | Urszula Kowalska, Robert Inglot, Lidia Korsakówna, Andrzej Krucz, Stanisław Michalski                                                           |
| 24 sierpnia     | Pociąg do Hollywood                | Polska | Radosław Piwowarski                 | Katarzyna Figura, Piotr Siwkiewicz, Rafał Węgrzyniak, Grażyna Krukówna, Jerzy Stuhr                                                             |
| 28 sierpnia     | Życie wewnętrzne                   | Polska | Marek Koterski                      | Wojciech Wysocki, Joanna Sienkiewicz, Maria Probosz, Jolanta Nowak                                                                              |
| 31 sierpnia     | Wierna rzeka                       | Polska | Tadeusz Chmielewski                 | Małgorzata Pieczyńska, Olgierd Łukaszewicz, Franciszek Pieczka, Wojciech Wysocki                                                                |
| 7 września      | Weryfikacja                        | Polska | Mirosław Gronowski                  | Marek Kondrat, Jan Englert, Gustaw Holoubek, Maria Pakulnis, Dorota Pomykała                                                                    |
| 14 września     | Między ustami a brzegiem pucharu   | Polska | Zbigniew Kuźmiński                  | Jacek Chmielnik, Katarzyna Gniewkowska, Henryk Bista, Anna Wesołowska, Monika Marciniak                                                         |
| 22 września     | Prywatne śledztwo                  | Polska | Wojciech Wójcik                     | Roman Wilhelmi, Janusz Bukowski, Jan Jankowski, Andrzej Pieczyński, Jan Peszek                                                                  |
| 28 września     | Cudowne dziecko                    | /      | Waldemar Dziki                      | Rusty Jedwab, Eduard Garson, Daria Trafankowska, Mariusz Benoit, Władysław Kowalski                                                             |
| 30 września     | Kobieta samotna                    | Polska | Agnieszka Holland                   | Maria Chwalibóg, Bogusław Linda, Paweł Witczak, Bożena Baranowska                                                                               |
| 5 października  | Misja specjalna                    | Polska | Janusz Rzeszewski                   | Krzysztof Kowalewski, Dorota Kamińska, Agata Rzeszewska, Mirosław Konarowski                                                                    |
| 16 października | Maskarada                          | Polska | Janusz Kijowski                     | Bogusław Linda, Zbigniew Zapasiewicz, Teresa Budzisz-Krzyżanowska, Adrianna Biedrzyńska                                                         |
| 19 października | W zawieszeniu                      | Polska | Waldemar Krzystek                   | Krystyna Janda, Jerzy Radziwiłowicz, Sława Kwaśniewska, Andrzej Łapicki, Bogusław Linda                                                         |
| 26 października | O rany, nic się nie stało!!!       | Polska | Waldemar Szarek                     | Bożena Miller-Małecka, Wojciech Malajkat, Janusz Leśniewski, Tomasz Taraszkiewicz                                                               |
| 16 listopada    | Czarne Stopy                       | Polska | Waldemar Podgórski                  | Marcin Kowalczyk, Sasza Depczyński, Bartosz Hajncz, Sebastian Iwanow, Mikołaj Janic                                                             |
| 21 grudnia      | Magnat                             | Polska | Filip Bajon                         | Jan Nowicki, Olgierd Łukaszewicz, Jan Englert, Bogusław Linda, Grażyna Szapołowska, Maria Gładkowska                                            |

### zagraniczne
| Data         | Tytuł filmu                                                      | Kraj              | Reżyseria        | Obsada                                                                           |
| ------------ | ---------------------------------------------------------------- | ----------------- | ---------------- | -------------------------------------------------------------------------------- |
| 6 marca      | Zabójcza broń (Lethal Weapon)                                    | Stany Zjednoczone | Richard Donner   | Mel Gibson, Danny Glover, Gary Busey, Mitch Ryan, Tom Atkins                     |
| 12 kwietnia  | Ucieczka z Sobiboru (Escape from Sobibor)                        | /                 | Jack Gold        | Alan Arkin, Joanna Pacuła, Rutger Hauer, Hartmut Becker, Jack Shepherd           |
| 8 maja       | Kronika zapowiedzianej śmierci (Cronaca di una morte annunciata) | /                 | Francesco Rosi   | Lucia Bosé, Irene Papas, Ornella Muti, Gian Maria Volonté, Rupert Everett        |
| 8 maja       | Nadstaw uszu (Prick Up Your Ears)                                | Wielka Brytania   | Stephen Frears   | Alfred Molina, Vanessa Redgrave, Frances Barber, Janet Dale, Margaret Tyzack     |
| 19 maja      | Gliniarz z Beverly Hills II (Beverly Hills Cop II)               | Stany Zjednoczone | Tony Scott       | Eddie Murphy, Judge Reinhold, Jürgen Prochnow, Ronny Cox, John Ashton            |
| 2 czerwca    | Nietykalni (The Untouchables)                                    | Stany Zjednoczone | Brian De Palma   | Kevin Costner, Sean Connery, Charles Martin Smith, Andy García, Robert De Niro   |
| 12 czerwca   | Czarownice z Eastwick (The Witches of Eastwick)                  | Stany Zjednoczone | George Miller    | Jack Nicholson, Cher, Susan Sarandon, Michelle Pfeiffer, Veronica Cartwright     |
| 12 czerwca   | Predator                                                         | Stany Zjednoczone | John McTiernan   | Arnold Schwarzenegger, Carl Weathers, Elpidia Carrillo, Bill Duke, Jesse Ventura |
| 17 czerwca   | Pełny magazynek (Full Metal Jacket)                              | /                 | Stanley Kubrick  | Matthew Modine, Adam Baldwin, Vincent D’Onofrio, R. Lee Ermey, Dorian Harewood   |
| 24 czerwca   | Kosmiczne jaja (Space Balls)                                     | Stany Zjednoczone | Mel Brooks       | Mel Brooks, John Candy, Rick Moranis, Bill Pullman, Daphne Zuniga                |
| 29 czerwca   | W obliczu śmierci (The Living Daylights)                         | /                 | John Glen        | Timothy Dalton, Maryam d’Abo, Jeroen Krabbé, Joe Don Baker, John Rhys-Davies     |
| 31 lipca     | Straceni chłopcy (The Lost Boys)                                 | Stany Zjednoczone | Joel Schumacher  | Kiefer Sutherland, Jason Patric, Corey Haim, Corey Feldman, Jami Gertz           |
| 29 sierpnia  | Dom gry (House of Games)                                         | Stany Zjednoczone | David Mamet      | Lindsay Crouse, Joe Mantegna, Mike Nussbaum, Lilia Skala, J.T. Walsh             |
| 10 września  | Takbo, Bilis, Takbo                                              | Filipiny          | Carlo J. Caparas | Herbert Bautista, Raymond Gutierrez, Richard Gutierrez                           |
| 11 września  | Fatalne zauroczenie (Fatal Attraction)                           | Stany Zjednoczone | Adrian Lyne      | Michael Douglas, Glenn Close, Anne Archer, Ellen Hamilton Latze, Stuart Pankin   |
| 23 listopada | Trzech mężczyzn i dziecko (3 Men and a Baby)                     | Stany Zjednoczone | Leonard Nimoy    | Tom Selleck, Steve Guttenberg, Ted Danson, Nancy Travis, Margaret Colin          |
| 9 grudnia    | Imperium słońca (Empire of the Sun)                              | Stany Zjednoczone | Steven Spielberg | Christian Bale, John Malkovich, Miranda Richardson, Nigel Havers, Joe Pantoliano |

## Nagrody filmowe
- Oskary
  - Najlepszy film – Ostatni cesarz (The Last Emperor)
  - Najlepszy aktor – Michael Douglas Wall Street
  - Najlepsza aktorka – Cher Wpływ księżyca (Moonstruck)
  - Wszystkie kategorie: 60. ceremonia wręczenia Oscarów
- Festiwal w Cannes
  - Złota Palma: Maurice Pialat – Pod słońcem szatana (Sous le soleil de Satan)
- Festiwal w Berlinie
  - Złoty Niedźwiedź: Gleb Panfiłow – Temat (Teмa)
- Festiwal w Wenecji
  - Złoty Lew: Louis Malle – Do zobaczenia, chłopcy (Au revoir les enfants)
- XII Festiwal Polskich Filmów Fabularnych
  - Złote Lwy Gdańskie: Matka Królów – reż. Janusz Zaorski